# Saint Louis de Toulouse couronne Robert d'Anjou
Saint Louis de Toulouse couronne Robert d'Anjou est un retable réalisé par le peintre italien Simone Martini à Naples vers 1317, année de la canonisation de Louis de Toulouse par Jean XXII.  Exécuté a tempera sur panneaux de bois, il est conservé conservé au musée de Capodimonte. Il montre le nouveau saint en train de placer une couronne sur la tête de son frère Robert d'Anjou, lequel est à genoux les mains en prière au pied de son trône. Figuré devant un fond doré, lui-même est survolé par deux anges qui le sacrent à son tour, même s'il porte déjà une mitre. La prédelle contient cinq scènes de sa vie, dont un miracle.